# 44
Cette page concerne l'année 44  du calendrier julien. Pour l'année 44 av. J.-C., voir 44 av. J.-C. Pour le nombre 44, voir 44 (nombre).
L'année 44 est une année bissextile qui commence un mercredi.

## Événements

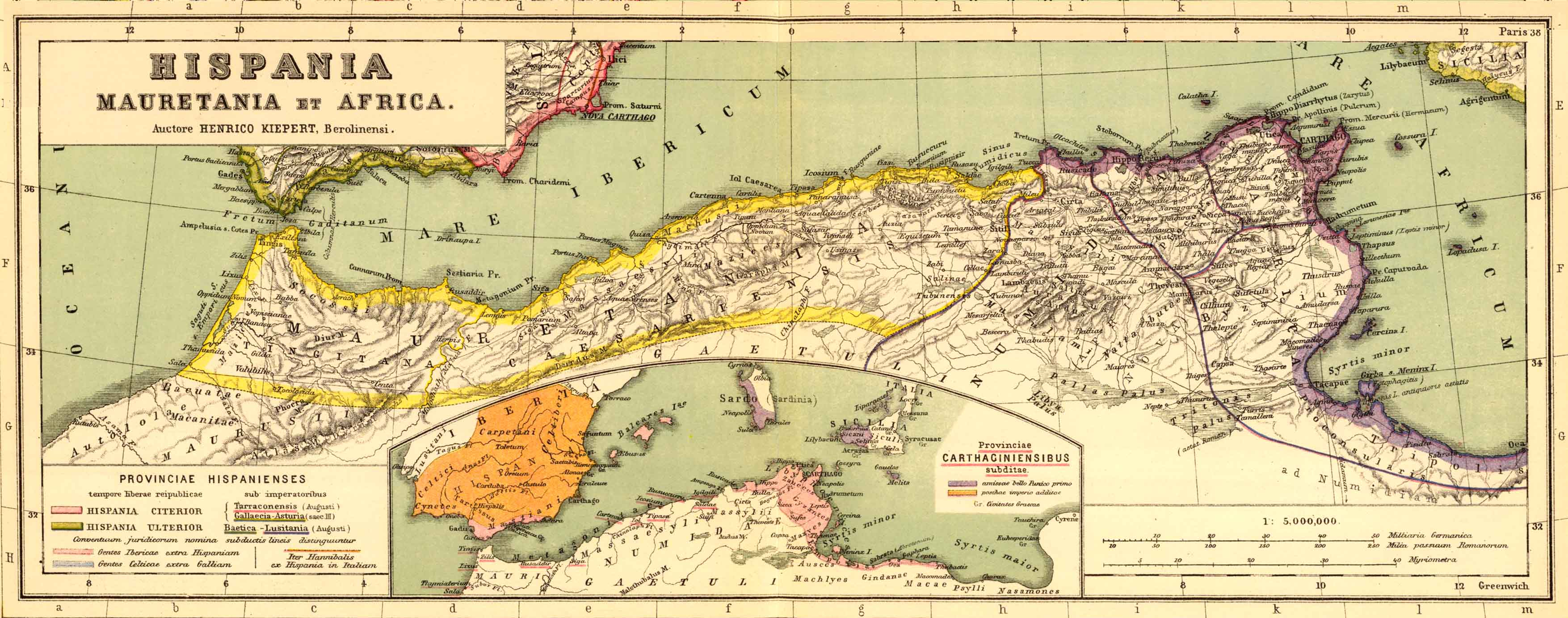
Carte de la Maurétanie (à l'ouest) et de la Numidie (à l'est).

- Février[1] : Triomphe de Claude pour la conquête de la Grande-Bretagne, de retour à Rome après six mois d'absence[2].
- 5 avril, Pâques : décollation de Jacques le Majeur quelques jours avant cette date, selon la tradition[3].
- Mai (date possible)[4] : mort d’Hérode Agrippa Ier, peut-être empoisonné par les Romains. D’après Flavius Josèphe, les troupes romaines de Césarée maudissent le souvenir d’Agrippa, entrent de force dans sa maison, violent ses filles et célèbrent sa mort publiquement par des fêtes et des libations. La Judée est de nouveau gouvernée par des procurateurs romains. Cuspius Fadus est nommé procurateur de Judée (44-46)[2]. Il réprime la révolte de Theudas qui est décapité[5].

- La Maurétanie est divisée en deux provinces romaines[6] (Maurétanie Césarienne et Maurétanie Tingitane).
- Rattachement de l'île de Rhodes à l'Empire romain pour neuf ans[2].
- Elionaios, fils de Kanthéros (44) puis Joseph, fils de Kami, grands-prêtres de Jérusalem[7].
- Pomponius Mela publie De situ orbis, une description de la Terre (chorographie)[1].

## Décès en 44
- Jacques de Zébédée.
- Hérode Agrippa Ier.